# Jean-Paul-Médéric Tremblay
Pour les personnes ayant le même patronyme, voir Tremblay.
Jean-Paul-Médéric Tremblay est un historien et un prêtre québécois, né à Baie-Saint-Paul le 17 mai 1918. Il a publié plusieurs ouvrages sur Charlevoix et en a fait l'historiographie.  Il est décédé en mai 1999.

## Ouvrages
- Jean-Paul-Médéric Trembaly, François Leclerc du Tremblay, capucin, maître éminent de vie spirituelle et adjoint politique du cardinal Richelieu sous les feux d’un nouvel éclairage, – s. l. n. d. [Édition X… 1988]. 21 × 32 cm, 325 p., ill.